# Alfred Jacob
Alfred Jacob (* 1. April 1883 in München; † 13. November 1963 ebenda) war ein deutscher General der Pioniere der Wehrmacht im Zweiten Weltkrieg.

## Leben
Jacob trat am 4. August 1902 als Zweijährig-Freiwilliger und Fahnenjunker in das Eisenbahn-Bataillon der Bayerischen Armee ein. Nach dem Besuch der Kriegsschule in München wurde er mit der Beförderung zum Leutnant Anfang März 1904 in das 1. Pionier-Bataillon versetzt, kehrte aber bereits nach einem Jahr zu seiner Stammeinheit zurück. Zur weiteren Ausbildung absolvierte er ab Oktober 1906 für zwei Jahre die Artillerie- und Ingenieur-Schule. Kurz nach seiner Beförderung zum Oberleutnant erfolgte Mitte März 1912 die Ernennung zum Bataillonsadjutanten. Ende Mai 1914 schloss sich seine Kommandierung zum Kriegsministerium an und bei Ausbruch des Ersten Weltkriegs wurde er Adjutant des bayerischen Stabsoffiziers der Eisenbahn-Truppe z.b.V. 1.
Nach dem Ersten Weltkrieg wurde er in die Reichswehr übernommen, diente u. a. 1923 in der Heeres-Transportabteilung im Reichswehrministerium und erhielt im November 1930 die Beförderung zum Oberstleutnant. Im Mai 1935; seit April 1933 bereits Oberst; wurde er Höherer Pionier-Führer beim Gruppenkommando 1 in Berlin. Anschließend war er als Generalmajor, wozu er im April 1936 befördert wurde, ab 1. Mai 1936 als Nachfolger von Hermann von Gimborn Inspekteur der Ost-Befestigungen mit Sitz in Berlin. In dieser Position wurde er im März 1938 zum Generalleutnant befördert, blieb bis Ende November 1938 eingesetzt und wurde von Generalmajor Walther Wollmann, ehemaliger Chef des Stabes des Inspekteur der Festungen und später Jacob unterstellter General z.b.V. beim General der Pioniere und Festungen, ersetzt.
Von Dezember 1938 an war er als Nachfolger von Generalleutnant Otto-Wilhelm Förster Inspekteur der Pioniere und Festungen (In 5) (Chef des Stabes war Oberst Erwin Jaenecke) und war zeitgleich bis Ende August 1939 erster Inspekteur der Eisenbahnpioniere (In 10) beim Allgemeinem Heeresamt.
Kurz nach dem Überfall auf Polen wurde er im Oktober 1939 General der Pioniere und Festungen beim Chef des Generalstabs des Heeres. Aufgrund seiner Führungsaufgaben standen ihm im Generalstab sieben Offiziere zur Verfügung. Im Juni 1940 erfolgte seine Ernennung zum General der Pioniere und im Juni 1943 erhielt Jacob das Ritterkreuz des Kriegsverdienstkreuzes mit Schwertern. Im Herbst 1944 war er an der Erstellung des sogenannten Guderian-Plans beteiligt, welcher die Wiederherstellung der Ostbefestigungen des Deutschen Reiches betraf. Mit der Bedingungslose Kapitulation der Wehrmacht geriet Jacob am 8. Mai 1945 in US-amerikanische Kriegsgefangenschaft, aus der er Ende Juni 1947 entlassen wurde.
Nach dem Krieg war er im Waffenring aktiv und wurde im Juli 1956 mit der Goldenen Ehrennadel ausgezeichnet.